# Pastinachus stellurostris
Pastinachus stellurostris är en rockeart som beskrevs av Last, Fahmi och Naylor 20. Pastinachus stellurostris ingår i släktet Pastinachus och familjen spjutrockor. Inga underarter finns listade i Catalogue of Life.